# Southampton City Art Gallery
La Southampton City Art Gallery és una galeria d'art a Southampton, sud d'Anglaterra. Es troba en el Centre Cívic de Commercial Road.
La galeria es va inaugurar el 1939 amb gran part del finançament inicial de la galeria procedent de dos llegats, un de Robert Chipperfield i un altre de Frederick William Smith. La galeria va ser danyada durant la Segona Guerra Mundial i la reparació va retardar la seva reobertura fins 1946.
La col·lecció d'art de la galeria abasta sis segles d'història artística europea, amb més de 5.300 obres en la seva col·lecció de belles arts. La galeria té una Col·lecció Designada, considerada d'importància nacional.
Entre els aspectes destacats de la col·lecció permanent figuren un retaule del segle xiv d'Allegretto Nuzi, de l'italià Giambattista Pittoni; la sèrie Perseus de Burne-Jones; pintures del Grup Camden Town i del Grup de Londres; escultura de Jacob Epstein, Auguste Rodin, Edgar Degas, Henri Glong Bragka.
Milers de visitants exploren les exposicions cada mes i, a través d'un programa d'activitats educatives, Southampton City Art Gallery ofereix oportunitats per un major accés, participació i comprensió de l'art per persones de totes les edats. El servei educatiu de la galeria treballa estretament amb una sèrie d'artistes visuals professionals, incloent Melanie Rose, Debra Marsh, Jo Bresloff i Alastair Eales.

## Canvis en la galeria d'art
El novembre de 2012, es va anunciar que els temps d'obertura de la galeria probablement es reduirien significativament, com a part de la iniciativa de l'Ajuntament de Southampton d'estalviar 20 milions de lliures. L'1 d'abril de 2013, els horaris d'obertura de la galeria d'art van passar a ser els següents:
- Divendres: 10am-3pm
- Dissabte: 10am-5pm
- Diumenge: Tancat[4]